# Elene Gokieli
Elene Gokieli (en géorgien : ელენე გოკიელი, en russe : Елена Гокиели, Yelena Gokieli; née le 25 août 1918 à Tbilissi - morte le 31 décembre 1992) est une athlète d'origine géorgienne représentant l'Union soviétique, spécialiste du 80 mètres haies.

## Biographie

### Palmarès
| Date | Compétition           | Lieu      | Résultat | Épreuve    | Performance |
| ---- | --------------------- | --------- | -------- | ---------- | ----------- |
| 1946 | Championnats d'Europe | Oslo      | 2e       | 80 m haies | 11 s 9      |
| 1946 | Championnats d'Europe | Oslo      | 3e       | 4 x 100 m  | 48 s 7      |
| 1950 | Championnats d'Europe | Bruxelles | 6e       | 80 m haies | 11 s 8      |
| 1950 | Championnats d'Europe | Bruxelles | 3e       | 4 x 100 m  | 47 s 5      |

### Records
| Épreuve         | Performance | Lieu | Date |
| --------------- | ----------- | ---- | ---- |
| 80 mètres haies | 11 s 3      | —    | 1949 |